# Замок Вітшьовле (Швеція)
Вітшьовле (швед. Vittskövle slott) — найбільший замок на півдні Швеції в лені Сконе. Розташований у містечку Вітшьовле в муніципалітеті Крістіанстад на південь від Огуса. Будівля є одним з ренесансних замків Швеції, що найкраще збереглися. Замок знаходиться у приватній власності родини Шернсверд.

## Історія

### Данський період
Перший замок на території маєтку Вітшьовле згадується в документах початку XIII століття під назвою Еґесіде. Він знаходився приблизно за 4 кілометри на північний схід від нинішнього замку, на березі озера Інґше. Тоді землі належали братам Гаральду та Гольґеру Еґесідам. У той час вся південна Швеція належала данцям. У XIV ст. замок перейшов у володіння до родини Брага. Пізніше маєток деякий час належав архієпископу Лунду, а після реформації повернувся у власність до родини Браге.
Близько 1553 Єнс Браге зніс середньовічні будівлі, розташовані на північ від головної церкви Вітшьовле і почав зводити новий замок. Він вирішив звести будинок на острові, зміцнивши його палями. Замок був спланований як чотириповерхова оборонна споруда з двома кутовими вежами, здатними витримати обстріл із гармат. Над входом у новий замок досі зберігся напис із іменами Браге. Генрік Браге, син Єнса, завершив будівництво фортеці в 1577. У Генріка була єдина донька Маргарета, яка вийшла заміж за данського аристократа на ім'я Кристіан Барнекоу. Таким чином, після смерті Генріка Браге в 1587 Вітшьовле перейшов у власність роду Барнекоу.

### У складі шведського королівства
Після укладання Роскілльського миру в 1658 до складу Швеції увійшла вся південна частина Скандинавського півострова. Причому шведи зберегли замок у власності колишніх власників. Кристіан Барнекоу був призначений віце-президентом Апеляційного суду Геталанда, а родина Барнекоу була представлена в Ріддаргусі (Лицарських зборах) з 1664. У травні 1678 Вітшьовле було посилено новими оборонними спорудами. У ті ж часи до родини Барнекоу перейшов у власність невеликий замок Ертофта. .
У вісімнадцятому сторіччі під час пожежі згоріла північно-західна вежа. Після відновлення вона була побудована у романтичному середньовічному стилі. Парк та сади були створені за життя Адольфа Фредріка Барнекоу (1744–1887). Крім того з'явилися альтанки, рибні ставки та павільйон у турецькому стилі.

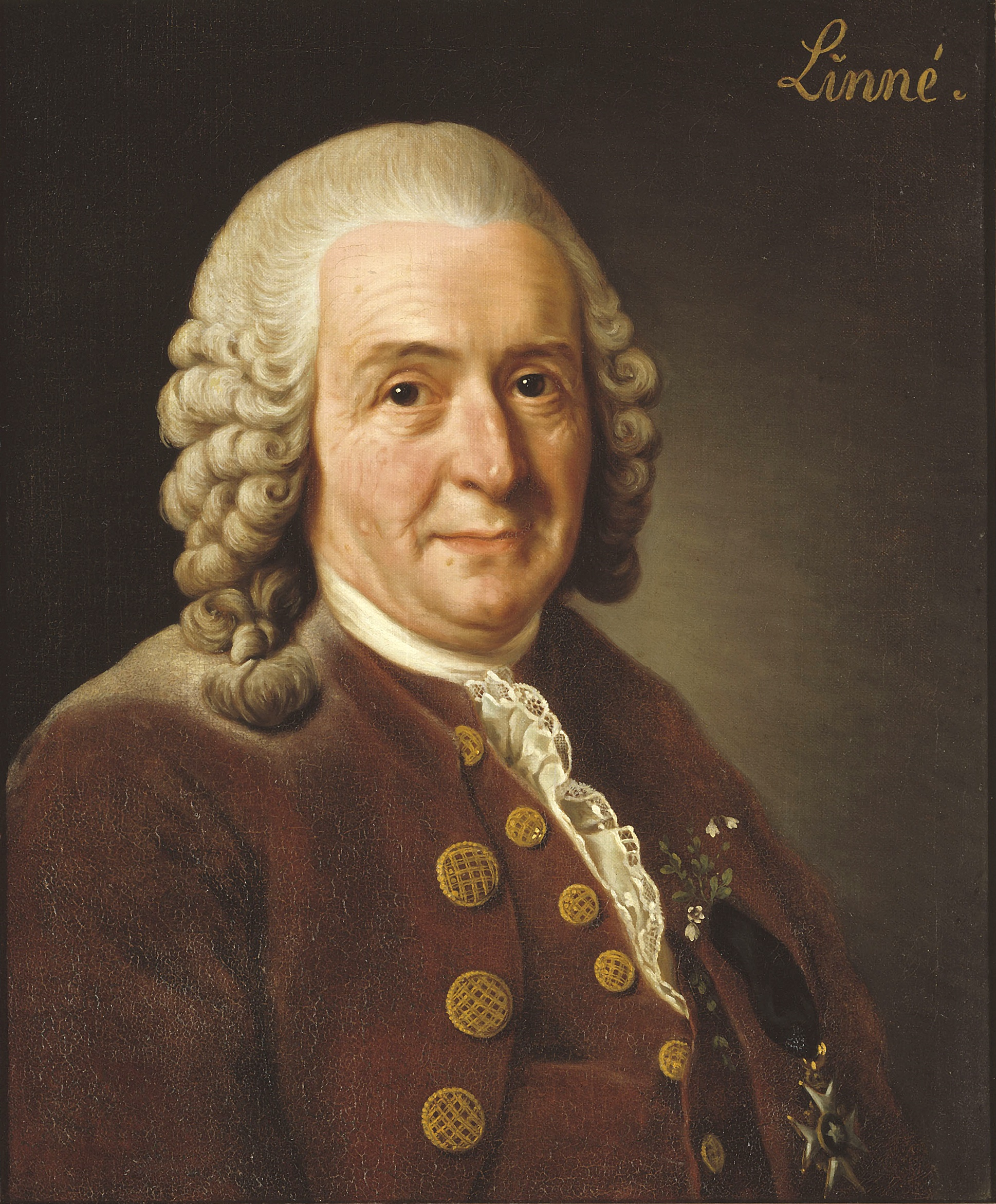
Шведський дослідник природи (ботанік, зоолог, мінералог) і медик Карл Лінней

26 — 27 травня 1749 замок відвідав Карл Лінней під час своєї подорожі Сконою. Він назвав замок «чудовою резиденцією» зі стінами, повитими плющем. Він також похвалив сади з їхнім «прекрасним живоплотом». На той час у маєтку вирощували абрикоси, персики, айву та виноград.
На початку ХІХ століття замок було відремонтовано. Серед іншого з'явилися розписи стелі, зроблені під керівництвом Крістіана Лаврентіуса Ґернандта. Проте родина Барнекоу у результаті вирішила продати замок, утримання якого коштувало дуже дорого. У результаті маєток повністю купив 1826 банкір Юнас Гаґерман, який згодом передав його своєму братові Ґуставу Гаґерману. Через успадкування та покупку Вітшьовле перейшов у 1839 у власність гофмаршала Рудольфа Годдера Шернсверда (який одружився з Марі, донькою Ґустава Гаґермана). Новий власник розбив парк в англійському стилі та збудував у ньому кілька будівель у середньовічному стилі.
1966 замок визнаний об'єктом історичної спадщини.

## Сучасний стан
Сучасний маєток Вітшьовле займає площу 2800 гектарів і належить Карлу-Георгу Шернсверду. Парк відкритий для відвідування.

## Галерея

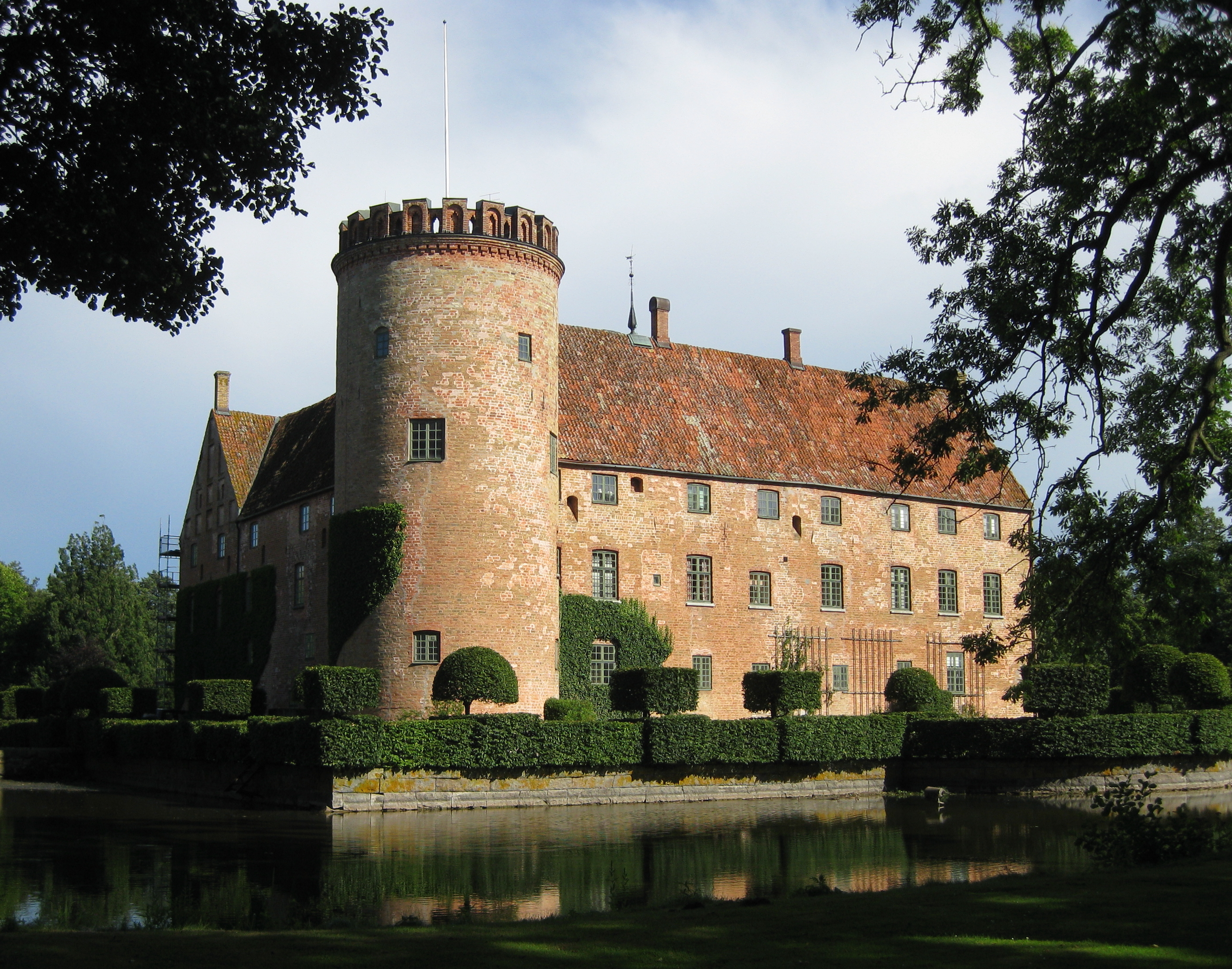
Масивна кутова вежа
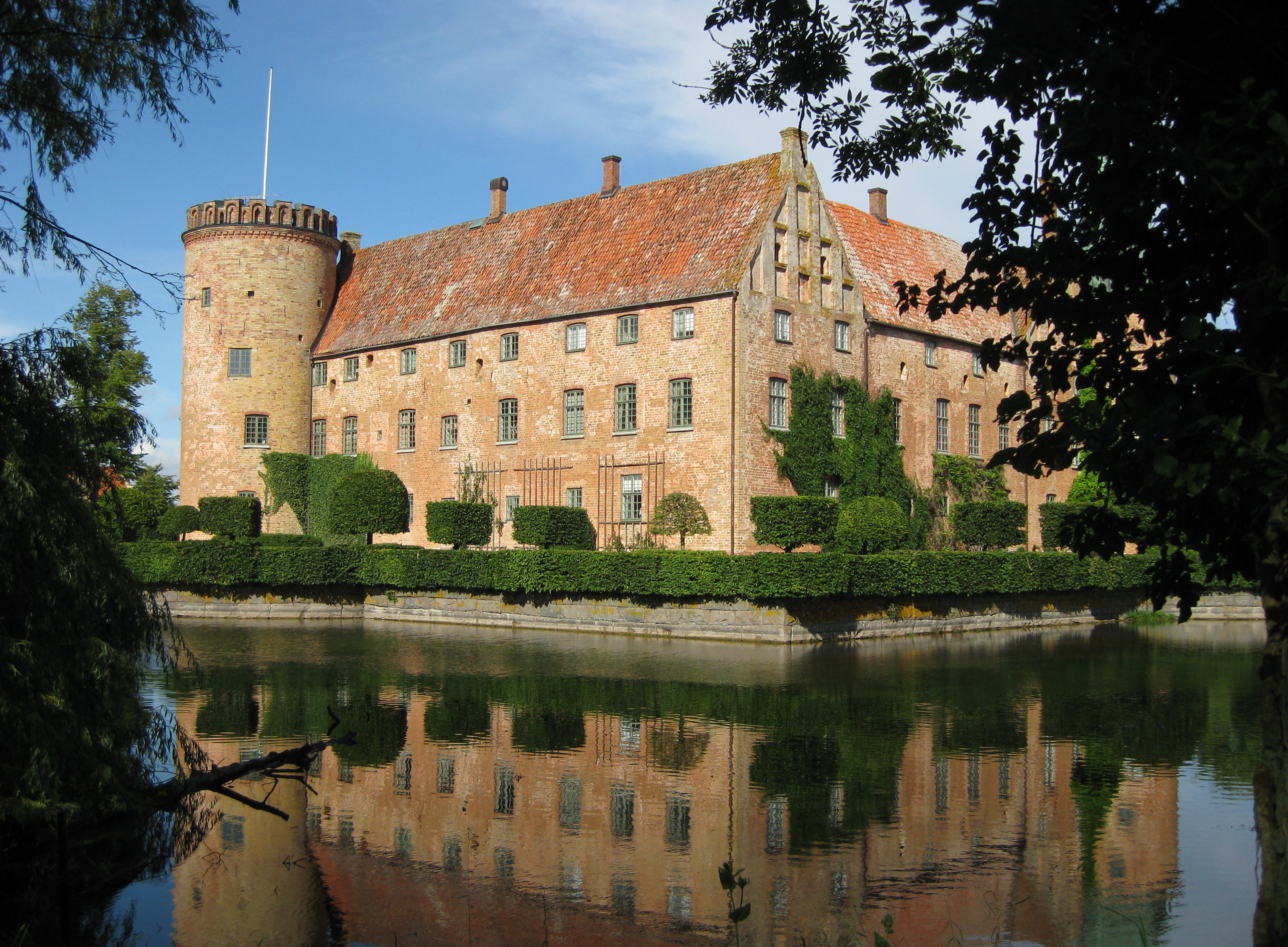
Вигляд замку з боку води
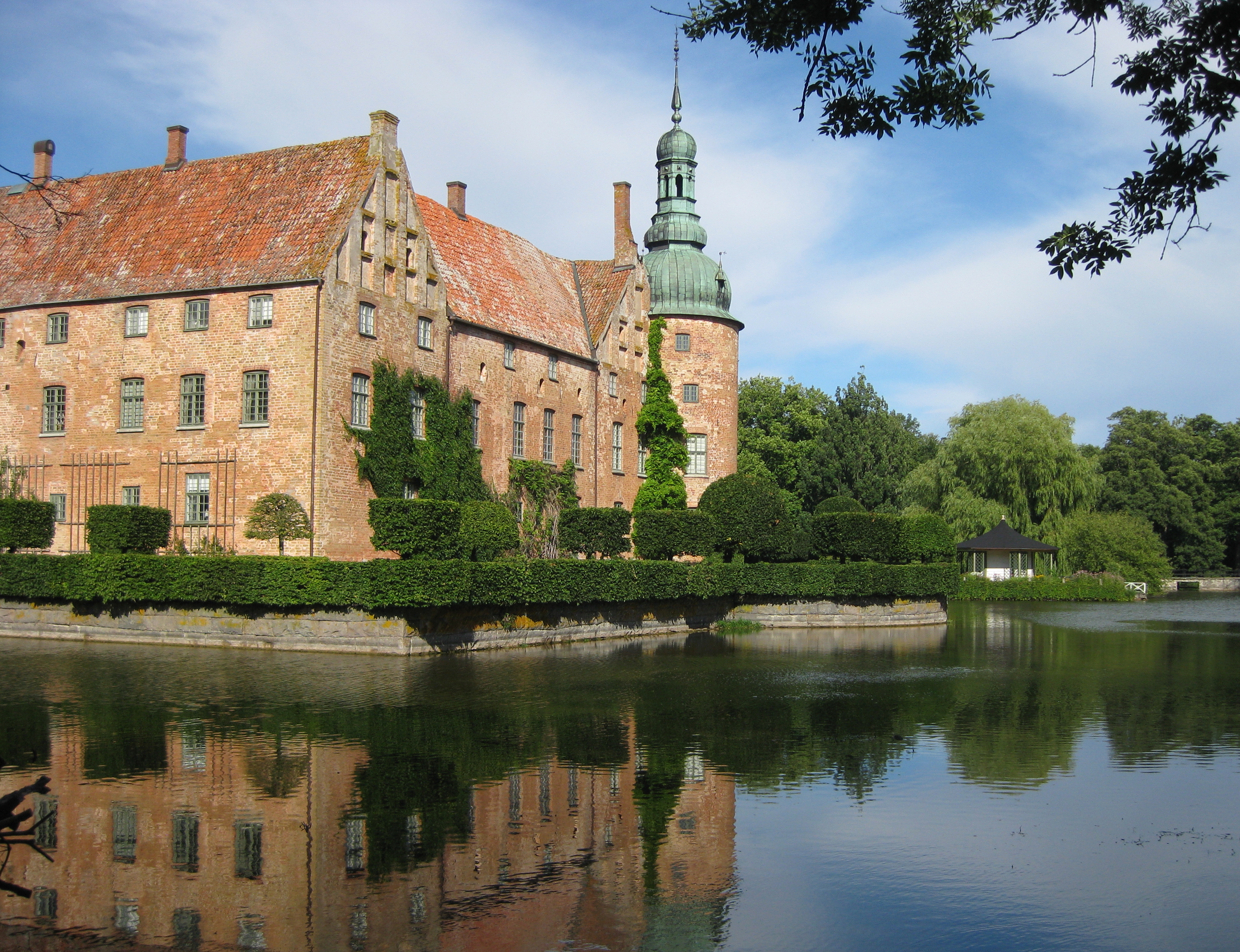
Замок із південно-західного боку